# Konrad Małecki
Konrad Małecki (ur. 6 stycznia 1979 roku w Ozorkowie, zm. 29 sierpnia 2017 w Szczecinie) – polski siatkarz, grający na pozycji przyjmującego.

## Kluby
- Morze Szczecin (do 2001)
- Czarni Radom (2001–2003)
- AZS Politechnika Warszawska (2003–2006)
- Mostostal-Azoty S.A. Kędzierzyn-Koźle (2006–2008)
- Jadar Radom (2008-2009)[2]